# عملية صنعاء العروبة
عملية صنعاء العروبة أو صنعاء العروبة هي عملية عسكرية أعلن عنها الرئيس اليمني عبد ربه منصور هادي بتاريخ 4 ديسمبر من عام 2017 قصد التوجه نحو العاصمة اليمنية وتحريرها من يد الحوثيين، خاصة بعد اشتداد المعارك بصنعاء بين القوات الحوثية وقوات المؤتمر الشعبي العام الموالية للرئيس السابق علي عبد الله صالح.

## الخلفية
بعد مقتل علي عبد الله صالح على يد الحوثيين في الرابع من ديسمبر 2017، توجهت قوات المؤتمر الشعبي العام لقتال الحوثيين _بعدما كانت حليفتهم في وقت سابق_ وهذا ما زاد من قوة وحدة الصراع خاصة في العاصمة اليمنية صنعاء.
في نفس اليوم، أعلن رئيس اليمن هادي عن إطلاقه لعملية عسكرية كبرى الهدف منها الإطاحة بقوات أنصار الله المسيطرة على صنعاء.

## تفاصيل العملية
بعد وفاة صالح؛ واشتداد الصراع بين كل من قوات المؤتمر الشعبي الموالية للرئيس المقتول وجماعة أنصار الله، تم الإعلان عن بدء عملية صنعاء العروبة قصد تحريرها، وقد أشارت وكالة فرانس برس أن الرئيس هادي أصدر توجيهات إلى نائب الفريق علي محسن الأحمر المتواجد في مأرب بسرعة تقدم الوحدات العسكرية للجيش الوطني والمقاومة الشعبية نحو العاصمة، وذلك من خلال فتح عدد من الجبهات أبرزها جبهة خولان.